# Lobophytum proprium
Lobophytum proprium is een zachte koraalsoort uit de familie Alcyoniidae. De koraalsoort komt uit het geslacht Lobophytum. Lobophytum proprium werd in 1970 voor het eerst wetenschappelijk beschreven door Tixier-Durivault. 